# Őrisziget
Őrisziget (németül: Siget in der Wart) Vasvörösvár településrésze, egykor önálló község Ausztriában Burgenland tartományban a Felsőőri járásban.

## Fekvése
Felsőőrtől 6 km-re délkeletre a Szék-patak (Zickenbach) partján fekszik.

## Nevének eredete
Nevét onnan kapta, hogy a falu régen szigetre épült a Pinka mocsaras völgyében.

## Története
Árpád-kori magyar határőrtelepülés, mely eredetileg a közeli Kendszék egyik őrhelye lehetett. A 14. századig nincs róla írásos anyag, de a 13. századból ismertek a Szigeti és a Szigeti Zarka családok, melyek valószínűleg itt voltak birtokosok.
Őriszigetet csak 1352-ben „Zygeth” néven említik először. Római katolikus temploma román kori, először 1368-ban említik. 1482-ben lakói nemesi rangot kaptak. 1529-ben és 1532-ben elpusztította a török. A reformáció az 1570-es években terjedt el a településen, lakói az evangélikus egyházhoz csatlakoztak. Az evangélikus egyházközséget 1785-ben alapították. Evangélikus temploma 1792 és 1794 közt épült.

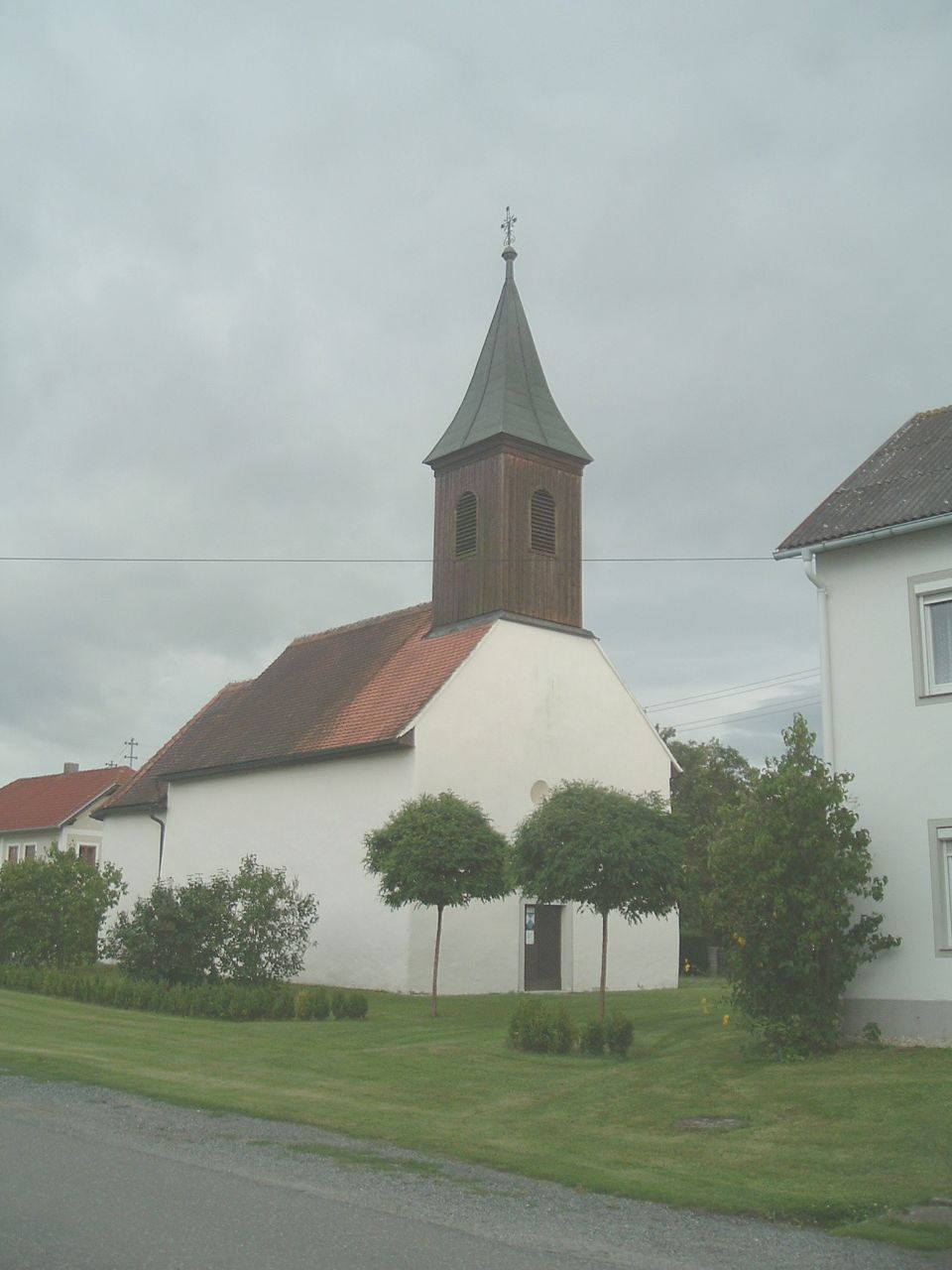
Őrisziget – Szent László-templom

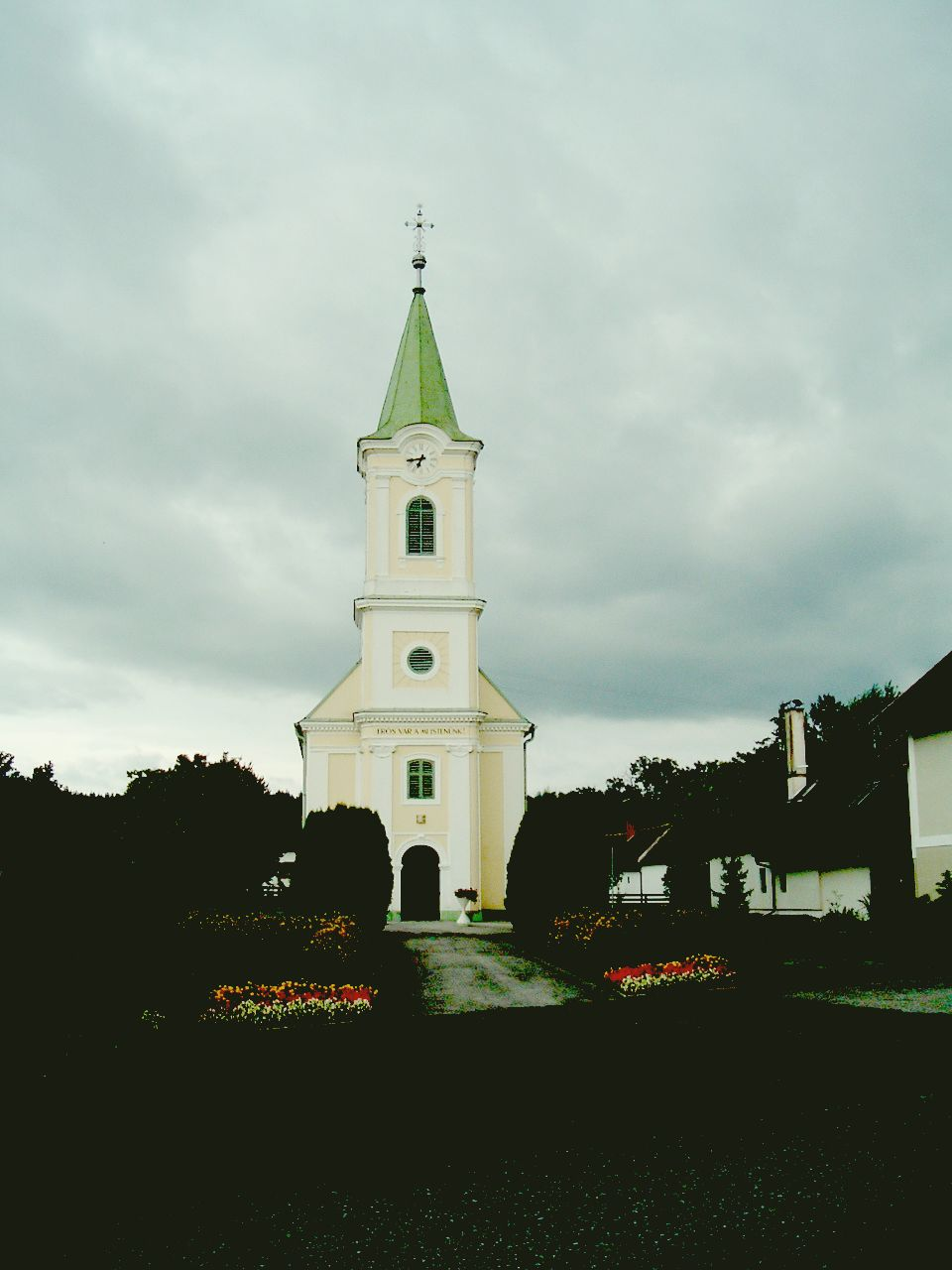
Őrisziget – Evangélikus templom. Felirat a kapu felett: „Erős vár a mi Istenünk!”

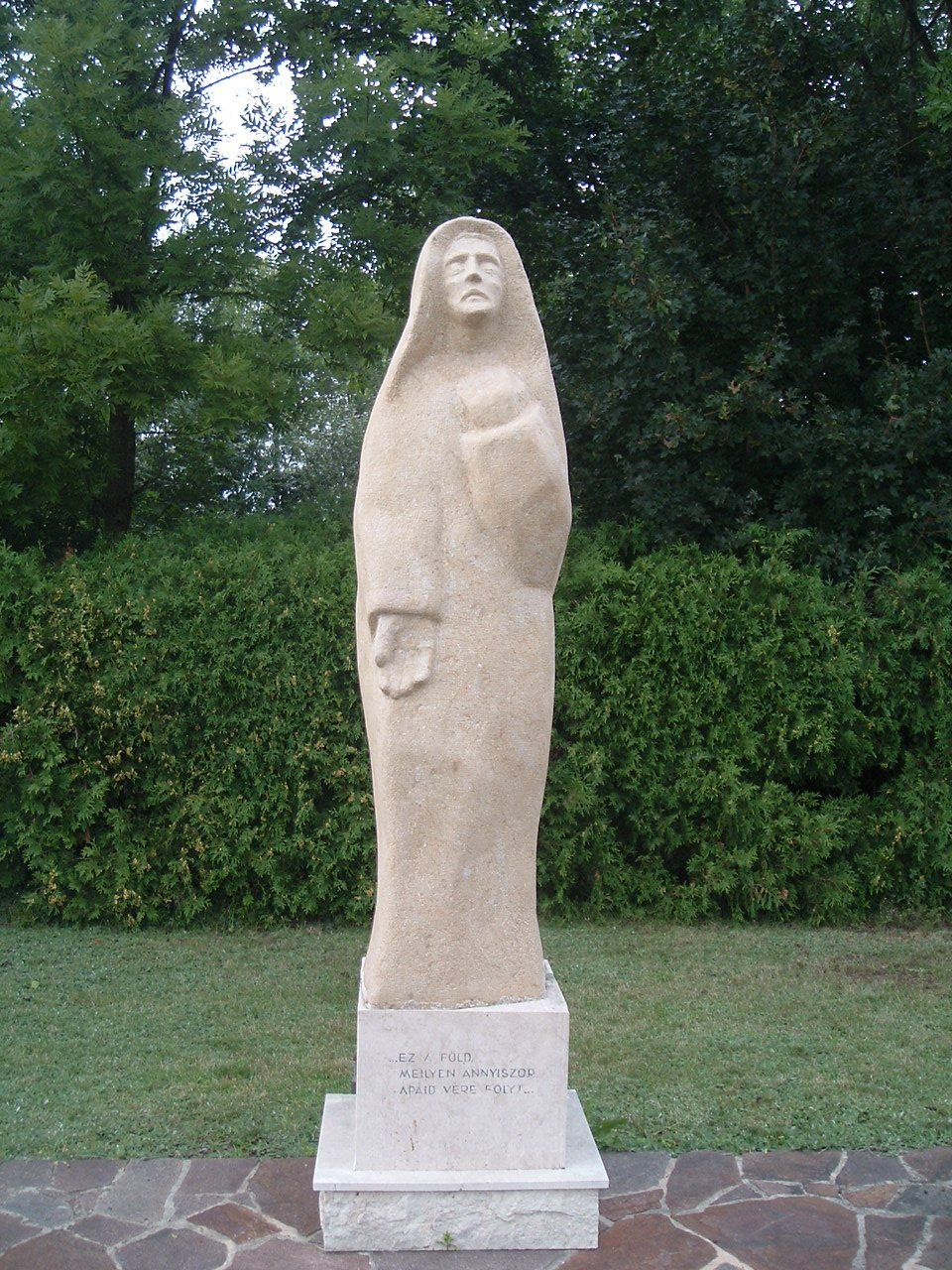
Őrisziget – Hősi emlékmű. Felirata:„Ez a föld, melyen annyiszor apáid vére folyt”

Fényes Elek szerint „Őri-Sziget, magyar falu, Vas vmegyében, 41 kath., 236 ágostai lak., evang. anyaekklézsiával. F. u. nemesek. Felső-Őrhez közel, Utolsó posta Kőszeg.”
Vas vármegye monográfiája szerint „Őri-Sziget régi őrségi nemes község. Van 77 háza, lélekszám 381, akik mind magyarok. Vallásuk ág. ev. és kevés r. kath. Postája és távírója Vörösvár. Ág. ev. temploma 1825-ben épült.”'
1910-ben 333, túlnyomóan magyar lakosa volt. A trianoni békeszerződésig Vas vármegye Felsőőri járásához tartozott. Lakossága ma is magyar többségű, evangélikus. 1971-ben közigazgatásilag Vasvörösvárhoz csatolták. Az 1991-es népszámlálás adatai szerint 223-an vallották magukat magyarnak Őriszigeten. 1994 óta magyar néptáncegyüttes működik a faluban.

## Nevezetességei
- Szent László-templom.  Legrégibb része, az apszis valószínűleg már régen állt, mikor 1386-ban először említik az épületet, a templomhajó viszont 16. századi. A templom középkori figurális festményeinek teljes körű értelmezése máig várat magára. Építésekor ügyeltek rá, hogy a kör alakú homlokzati ablakon érkező fénypászma végigkísérje a nap során ezeket a festett alakokat. Érdekesség, hogy a 18. századi oltárképen Mária zsinóros magyar ruhát visel. A templomban minden hónap első vasárnapján van csak Szentmise. /A mai falu evangélikus./ A templomot 1961-ben restaurálták.
- Evangélikus templom a 18. század végéről, itt ma is minden vasárnap tartanak magyar nyelvű evangélikus istentiszteletet. Tornyát 1820-ban építették hozzá.
- Hagyományőrző evangélikus parókia a 20. század második feléből.
- A régi iskolaépület 1834 és 1836 között épült, ma az óvoda működik benne.

## Nevezetes lakosai
- Kovách Aladár író (1908–1979), a budapesti Nemzeti Színház egykori igazgatója. (A helyi temetőben nyugszik)

## Külső hivatkozások
- Őrisziget a dél-burgenlandi települések honlapján
- Őrisziget a protestáns honlapon
- Az őriszigeti református egyházközség weboldala